# Ramal ferroviario Pergamino-Cañada de Gómez
El Ramal Pergamino - Cañada de Gómez pertenece al Ferrocarril General Bartolomé Mitre de la red ferroviaria de Argentina.

## Ubicación
Partiendo desde Pergamino, el ramal atraviesa 143,3 km por las provincias de Buenos Aires y Santa Fe, a través del partido de Pergamino y los departamentos de Constitución, San Lorenzo, Caseros e Iriondo.

## Servicios
No presta servicios de pasajeros. Las vías se encuentran mayormente en estado de abandono. Sólo corren trenes de carga de la empresa Nuevo Central Argentino entre Pergamino y Peyrano que luego empalman para ir a Rosario.
La estación Cañada de Gómez se encuentra activa para servicios de pasajeros de la empresa estatal Trenes Argentinos Operaciones.